# 4. (krajinska) divizija (NOVJ)
4. (krajinska) divizija je bila partizanska divizija, ki je delovala v sklopu NOV in POJ v Jugoslaviji med drugo svetovno vojno.
Ustanovljena je bila 9. novembra 1942.

## Zgodovina
Divizija je bila ustanovljena 9. novembra 1942 na ukaz Tita; ob ustanovitvi je imela 4.089 borcev.

## Poveljstvo
Poveljniki
- Josip Mažar-Šoša

Politični komisarji
- Milinko Kušić

## Sestava
November 1942
- 2. krajiška brigada
- 5. krajiška udarna brigada
- 6. krajiška udarna brigada